# Rumes
Rumeslà một đô thị ở tỉnh Hainaut. Tại thời điểm ngày 1 tháng 1 năm 2006, đô thị này có dân số 5,112 người. Tổng diện tích là 23,72 km², với mật độ dân số 216 người trên mỗi km².